# SM91
SM91 (M25) –  czteroosiowy wysokopodłogowy obustronny tramwaj produkowany w Szwecji w latach 1958–1961. Tramwaje tego typu były eksploatowane w Göteborgu w latach 1958-1994 oraz w Oslo w latach 1992-2002, gdzie były oznaczone numerami bocznymi 264–299.

## Historia
M25 zostały zbudowane przez Hägglund dla Göteborgs Spårvägar w 125 egzemplarzach. Tramwaje te były przystosowane do ruchu lewostronnego, obowiązującego wówczas w Szwecji. Ze względu na zmianę ruchu na prawostronny w 1967 (Dagen H) Göteborg zamówił jeszcze dodatkowo 130 tramwajów M28 i M29. M25 zostały odesłane do fabryki w celu przystosowania ich do ruchu prawostronnego. Modernizacja ta spowodowała, że M25 stały się tramwajami obustronnymi, natomiast po połączeniu ich tyłami można było uzyskać pociąg dwukierunkowy.
We wczesnych latach 90. w Oslo została przebudowana droga Ring 3. Przebudowa spowodowała likwidację pętli tramwajowej na osiedlu Storo. Brak pętli wymusił konieczność korzystania z tramwajów dwukierunkowych, których Oslo miało za mało. Ponieważ Göteborg chciał pozbyć się starych niepotrzebnych tramwajów M25, władze Oslo kupiły je za symboliczną kwotę 1 korony norweskiej za sztukę. Z racji tego, że tramwaje pojawiły się w Norwegii w 1991, otrzymały nazwę SM91.
16 stycznia 2001 wydarzył się najpoważniejszy wypadek z udziałem tramwaju SM91. Tego dnia w godzinach szczytu na placu Holbergs podczas wchodzenia została przytrzaśnięta drzwiami matka z dzieckiem w wózku. Po ruszeniu tramwaju kobieta została wciągnięta pod wagon, w wyniku czego zginęła. Podczas śledztwa ustalono, że motorniczy wcześniej zgłaszał usterki drzwi, a na 4 minuty przed wypadkiem prosił o wymianę wagonu, którego ze względu na brak taboru jednak nie wymieniono. Wcześniej również dochodziło do zakleszczeń, jednakże motorniczy zawsze zdążyli zatrzymać tramwaj. W następstwie wypadku eksploatacja pociągów dwuwagonowych SM91 została wstrzymana. Zainstalowano hamulce bezpieczeństwa. Zarówno przewoźnik jak i motorniczy zostali oskarżeni o nieumyślne zabójstwo, sąd rejonowy w Oslo wydał jednak niższe wyroki. Firma Oslo Sporveie musiała zapłacić karę w wysokości 5 milionów koron, natomiast motorniczy za brak należytej staranności podczas kierowania został skazany na karę 30 dni pozbawienia wolności w zawieszeniu.  
Tramwaje SM91 zostały zastąpione nowymi tramwajami SL95.

## Konstrukcja
SM91 jest oparty na dwóch wózkach napędowych mających po dwie osie. Dwa silniki o mocy 270 KM pozwalają na rozpędzenie wagonu do 60 km/h. Tramwaj jest jednokierunkowy, ale obustronny, po połączeniu dwóch wagonów tyłami jest możliwa jazda w obu kierunkach. Wagon ma 38 miejsc siedzących i 78 stojących.